# Adrien Giunta
Adrien Giunta (Luik, 1 juni 2001) is een Belgisch voetballer die sinds 2021 uitkomt voor Royal Excel Moeskroen.

## Carrière
In augustus 2021 ondertekende Giunta een tweejarig contract met optie op een extra seizoen bij Royal Excel Moeskroen. Daar maakte hij op 29 augustus 2021 zijn profdebuut: op de derde competitiespeeldag van de Proximus League liet trainer Enzo Scifo hem tegen Waasland-Beveren (0-4-verlies) in de 59e minuut invallen voor Jason Bourdouxhe.
1 Delavalée ·
2 Duplus ·
4 Gueye ·
6 Dekuyper ·
7 Tainmont ·
8 Bourdouxhe ·
9 Postolachi ·
10 Bakić ·
11 Mohamed ·
14 Faraj ·
15 Lepoint  ·
16 Mayoka-Tika ·
17 Dione ·
19 Vroman ·
20 Lucas ·
21 Gillekens ·
22 Bocat ·
24 Henry ·
25 Diandy ·
26 Silvestre ·
28 Angiulli ·
29 Badibanga ·
30 Carcela ·
32 Gnohéré ·
35 Mandanda ·
40 Simba ·
70 Tabekou ·
Myny ·
Giunta ·
Coach: Jeunechamps